# Camden Valley Way
Der Camden Valley Way ist eine Hauptverbindungsstraße im Osten des australischen Bundesstaates New South Wales. Er verbindet den South Western Freeway südlich von Casula / Prestons mit der Argyle Road in Camden. Damit bildet die Straße eine wichtige Verbindung zwischen Sydney und der historischen Stadt Camden am Nepean River.

## Geschichte
Die Straße verläuft auf der alten Route des Hume Highway. Im Dezember 1980 wurde die N31 auf den gerade fertiggestellten South Western Freeway verlegt und der Camden Valley Way (zusammen mit dem ebenfalls umfahrenen Camden Bypass und dem Remembrance Drive) erhielt die Bezeichnung Staatsstraße 89.

## Verlauf
Südlich der Vororte Casula und Prestons zweigt der Camden Valley Way vom Old Hume Highway (S31) und seiner Fortsetzung nach Süden, der Campbelltown Road (S56) nach Westen ab. Er unterquert den South Western Motorway (Met-5) und überquert den Sydney Water Supply Channel. Bei Leppington biegt die Straße nach Südwesten ab und erreicht in Narellan die Metroad 9 an der Nahtstellen zwischen The Northern Road und der Narellan Road. 500 m weiter südöstlich zweigt der Camden Bypass (S89) von der Narellan Road ab und übernimmt die Bezeichnung als Staatsstraße 89.
Der Camden Valley Way führt weiter nach Südwesten, quert den Nepean River und endet im Stadtzentrum von Camden, wo er in die Argyle Street übergeht.

## Ausbauzustand
Die Straße ist zweispurig ausgebaut. Lediglich die ca. 500 m zwischen dem Abzweig vom Old Hume Highway und dem Anschluss an den South Western Freeway besitzen vier Fahrspuren.
Der Camden Valley Way wurde zu einer wichtigen Ausfallstraße für die schnell wachsenden südwestlichen Vororte der Hauptstadt von New South Wales. Da es immer häufiger zu Verkehrsstaus in Stoßzeiten kommt, soll die Straße ausgebaut werden.